# Antique (musikalbum)
Antique (アンティーク , Antiiku?) är ett minialbum av rockbandet MUCC, släppt i 1 000 numrerade exemplar den 25 december 1999. Det är bandets första CD-release men var från början tänkt att släppas på kassett, Ao Sakurai från bandet cali≠gari (som drev MUCC:s skivbolag) beslutade dock att albumet skulle tryckas på CD, eftersom det blev billigare. Drygt ett halvår senare släpptes en nymastrad andraupplaga med ett nytt intro och en ny låt. Den andra upplagan var begränsad till 5 000 exemplar. 

## Låtlista
1. "Akai oto" (赤い音)
2. "Aka" (アカ)
3. "Orugooru" (オルゴォル)
4. "4gatsu no Rengesou" (4月のレンゲ草)
5. "Kokonoka" (九日)

### Andra upplagan
1. "Yakeato" (焼け跡)
2. "4gatsu no Rengesou" (4月のレンゲ草)
3. "Orugooru" (オルゴォル)
4. "Kokonoka" (九日)
5. "Aka" (アカ)